# Stella Doufexis
Stella Doufexis (griechisch Στέλλα Ντουφεξή, * 15. April 1968 in Frankfurt am Main; † 15. Dezember 2015 in Berlin) war eine deutsche Opern-, Lied- und Konzertsängerin in der Stimmlage Mezzosopran.

## Leben und künstlerisches Wirken
Die Tochter des griechischen Regisseurs Stavros Doufexis und einer deutschen Mutter, sang als Schülerin in Frankfurter Popbands. Auf Anraten ihrer Mutter nahm sie Unterricht und studierte schließlich Gesang an der Hochschule der Künste Berlin bei Ingrid Figur. Ferner absolvierte sie Meisterkurse bei Aribert Reimann und Dietrich Fischer-Dieskau. Bei der englischen Altistin Anna Reynolds vervollständigte sie ihre Ausbildung.
Von 1995 bis 1997 war sie festes Ensemblemitglied am Theater der Stadt Heidelberg, wo sie in der Hosenrolle des Cherubino in Le nozze di Figaro ihr Debüt gab. Es folgten Gastspiele im In- und Ausland. Sie gastierte z. B. in München, Salzburg, Barcelona, Frankfurt, Stuttgart, Glasgow, Antwerpen und Brüssel. 2005 wurde sie festes Ensemblemitglied der Komischen Oper Berlin, wo sie bedeutende Partien ihres Faches sang: Cherubino, Dorabella, Niklas und Rosenkavalier-Octavian.  Beachtung fanden ihre Darstellung der Titelrolle in der Uraufführung (Juni 2009) der von ihrem Ehemann Christian Jost komponierten Oper Hamlet sowie ihr Auftritt am Grand Théâtre de Genève als Muse (Niklas) in der Oper Hoffmanns Erzählungen von Jacques Offenbach (2012).
Stella Doufexis war eine Lied- und Konzertsängerin. Dabei gastierte sie auf den Festivals von Luzern und Berlin, der Schubertiade Hohenems, dem Klavier-Festival Ruhr, dem Aldeburgh Festival, dem Schleswig-Holstein Musik Festival, dem Jerusalem Chamber-Festival, dem Beethovenfest in Bonn, Händel-Festspiele Halle. Sie gab Konzert- und Liederabende u. a. in Barcelona, Salzburg, Berlin, London, Paris, Moskau und Washington. Zu ihrem Repertoire gehörten Lieder von Franz Schubert, Robert Schumann, Maurice Ravel, Alessandro Scarlatti, Peter Cornelius, Arnold Schönberg, Richard Strauss, Francis Poulenc.
Sie arbeitete mit den Dirigenten Claudio Abbado, Bernard Haitink, Zubin Mehta, Kent Nagano, Kurt Masur, Helmuth Rilling, Ivor Bolton, Simon Rattle und Carl St. Clair zusammen. Im Herbst 2014 nahm sie einen Ruf als Gesangsprofessorin der Robert Schumann Hochschule Düsseldorf an.
Stella Doufexis lebte in Berlin und war mit dem Komponisten und Dirigenten Christian Jost verheiratet.
Sie starb am 15. Dezember 2015 im Alter von 47 Jahren nach langer Krankheit in Berlin.